# دار حمودة باشا

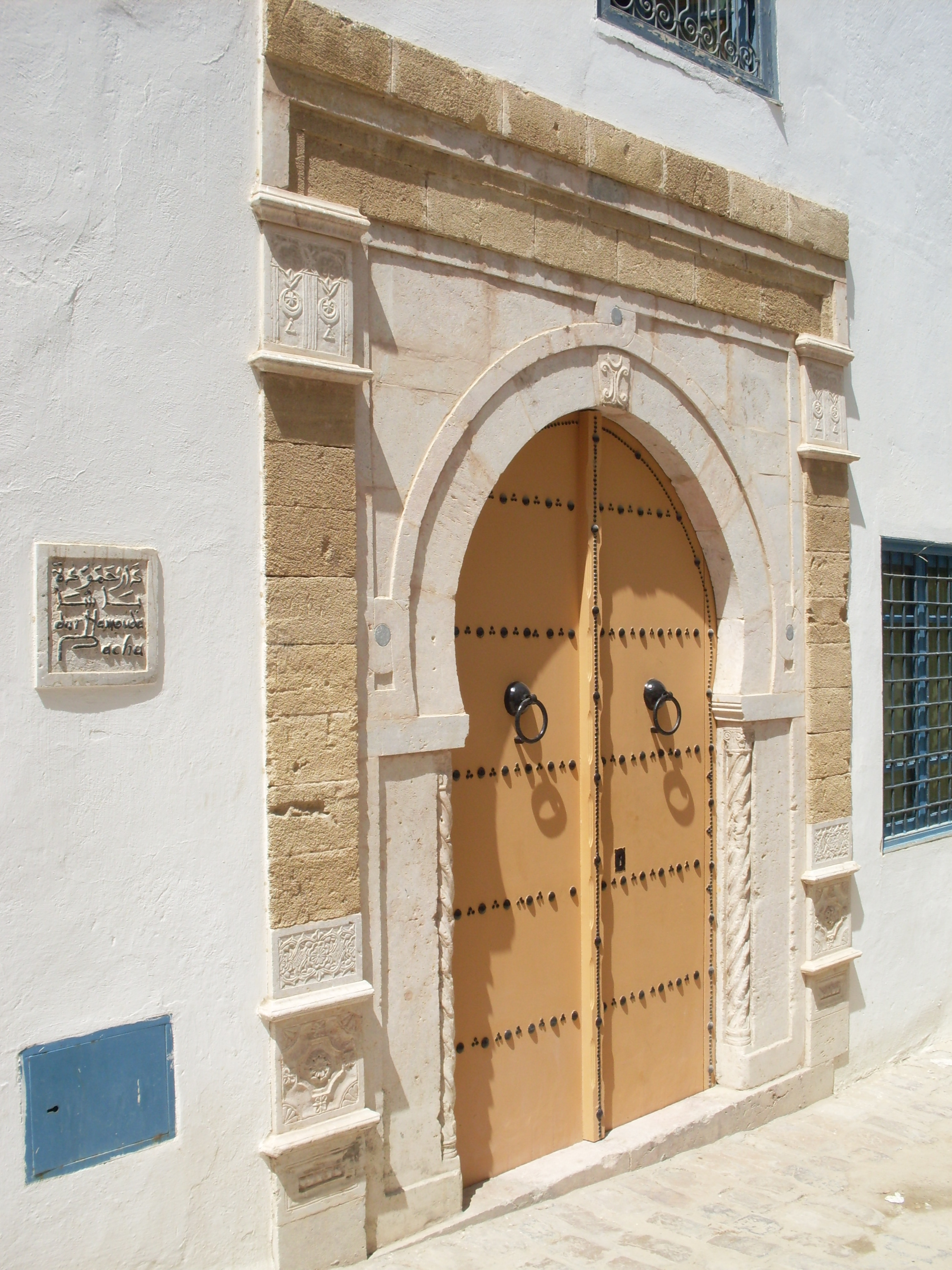
بوابة دار حمودة باشا

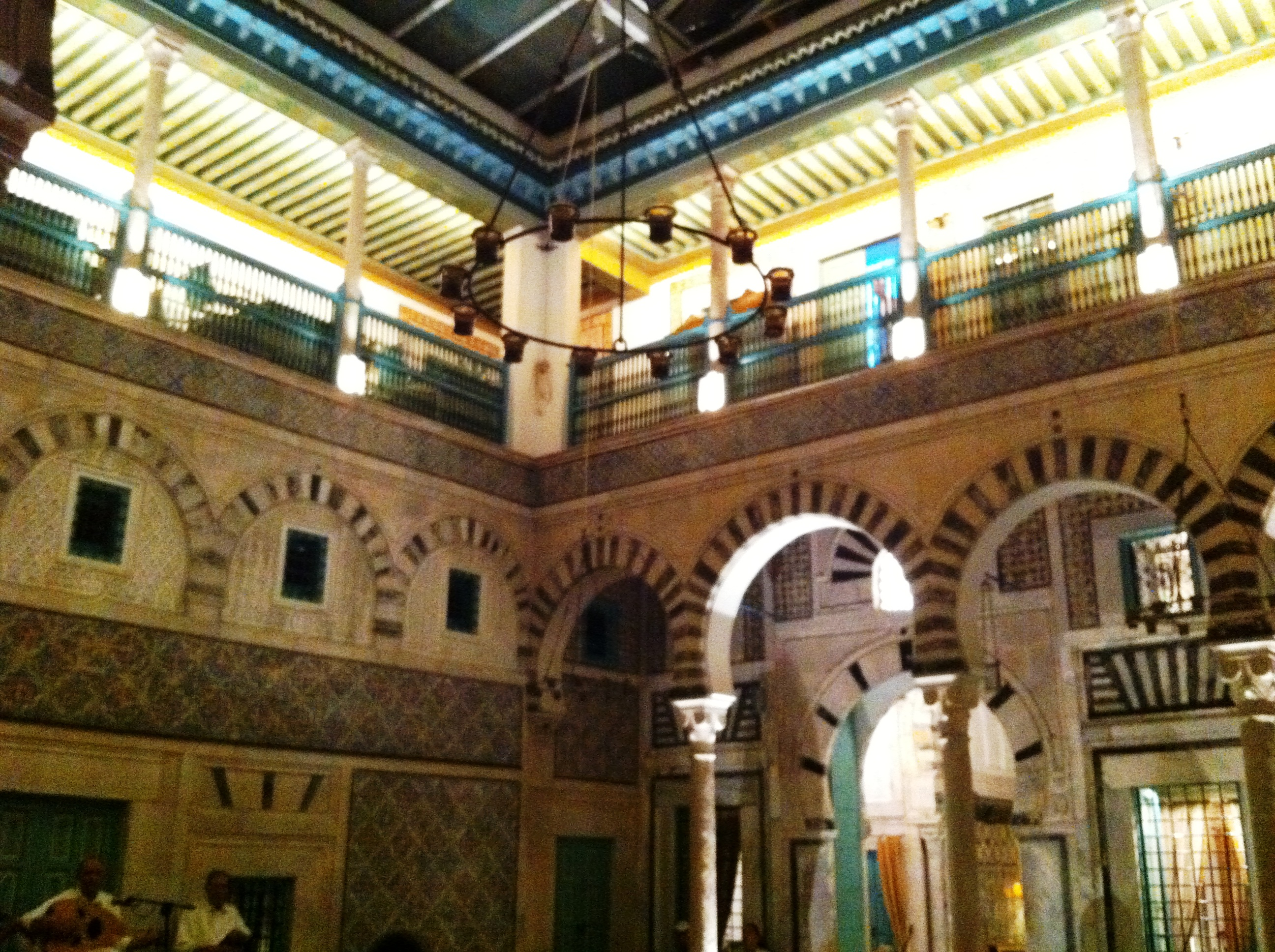
منظر ليلي للفناء والمعرض العلوي من الجزء الأوسط للقصر

دار حمودة باشا وسابقا دار شاهد  هو قصر في مدينة تونس العتيقة، وشيده حمودة باشا المرادي، باي من عائلة المراديين عندما كان أميرا، وذلك في حوالي 1630. يقع القصر في نهج سيدي بن عروس المرموق، قرب مركز السلطة السياسية. تعتبر دار حمودة باشا من أعرق وأكبر قصور المدينة العتيقة التي لم تغير عمارتها.

هذا القصر، هو مقر إقامة الأمير حمودة باشا المرادي في المدينة العتيقة، مع زوجته الأولى، الأميرة المشهورة عزيزة عثمانة، قبل أن يخلف والده على سدة العرش ويصبح باي في سنة 1631، وينتقل للإقامة في دار الباي. قبل وفاته بقليل، قدم حمودة باشا دار الباي، التي كانت تسمى وقتها الدار الكبيرة، لإبنه الأكبر مراد باي الثاني، وابنه الثاني محمد الحفصي، والذي ورث لقب باشا، أصبح يقيم في دار حمودة باشا الحالية، والتي كانت تسمى وقتها الدار الصغيرة. هذين القصرين هما الإقامتين الوحيدتين المخصصتين للأمراء داخل المدينة العتيقة.

الرحالة الفرنسي لورون دارفيو، الذي زار القصر سنة 1670، قام بوصفه وصفا دقيقا إلى حد ما:
| ” | منزل أخوه محمد باي يقع في نفس الشارع، تقريبا وجها لوجه لمنزل مراد. المنزل لديه وضع خاص: حي النساء، حسب ما قيل لي، يتماشى مع نمط البلاد، ومنزل الأسياد على النمط الإيطالي، يوجد قصور مزينة ومنمقة بشدة، قاعات، صالات، غرف مضادة، غرف، مكاتب، خزائن، معارض، حدائق مزهرة، وجميع وسائل الراحة التي يمكن أن نريدها في منزل أحد النبلاء. | “ |

بقيت دار حمودة باشا لوقت طويل على ملك البايات المراديين ثم البايات الحسينيين. يقابل دار حمودة باشا، من جهة أخرى قصر داي تونس، وسيمى دريبة الدولاتلي، أين يقيم حاكم مدينة تونس. لقربه من مواقع سلطة الباي في تونس (دار الباي، دريبة الدولاتلي، القصبة...)، يتم إلحاق دار حمودة باشا عادة بدار الباي ومقر إقامة العائلة الحسينية.

في حوالي 1864، وبعد الاحتجاجات ضد ضريبة المجبة، تم تقديم دار حمودة باشا كهدية من قبل محمد الصادق باي الذي هو في السلطة، إلى الكاهية صالح بن محمد، زعيم قبلي أصبح قائد شرطة الخيالة (باش حانبة)، ونائب حاكم الكاف، وذلك لدوره الكبير وخدمته وولائه الملكي أثناء الحرب الأهلية. هذا الأخير حول دار حمودة باشا إلى وقف لصالح وراثته. بمناسبة زواجه، حمودة الشاهد، من أغنياء ونبلاء العاصمة، وأحد مالكي مجموعة من مصنعي الشاشية، استحوذ على القصر من خلال عملية قانونية تسمح للقصر بالبقاء تحت نظام الوقف.

في 1957، انحلال نظام الوقف، سمح لوارثي الشاهد بإلغاء نظام الوقف على القصر. في 1995، شركة التنمية السياحية للمدينة العتيقة، التابعة لمجموعة بولينا، إشترت القصر، واستثمرت مبالغ كبيرة لتحويله لمطعم ومقهى، وإرجاع اسمه لمالكه الأول حمودة باشا، وذلك لجلب انتباه السياح، وحتى إن كان ذلك على حساب صحة معمار المبنى.